# Неуловимые мстители
«Неуловимые мстители» — советский приключенческий фильм, поставленный режиссёром Эдмондом Кеосаяном на киностудии «Мосфильм» в 1966 году. Фильм снят по мотивам повести Павла Бляхина «Красные дьяволята» о приключениях четырёх подростков в годы Гражданской войны в России. Премьера фильма состоялась 29 апреля 1967 года.

## Сюжет
Фильм посвящается юным героям Гражданской войны.
В начальной сцене усатый брюнет в чёрной черкеске стреляет из пистолета в связанного человека в рваной матросской тельняшке на фоне пожара. Расстрел созерцают дети — будущие «неуловимые мстители»: сын и дочь погибшего матроса Данька и Ксанка Щуси, бывший гимназист Валерка Мещеряков в очках и гимназической фуражке, а также Яшка Цыган в красной рубахе. В следующей сцене казаки анархиствующего атамана Гната Бурнаша (к его повозке прикреплён чёрный флаг с белой надписью «Анархия — мать порядка») занимаются реквизицией скота у населения станицы Збруевка. Местной крестьянке атаман демагогично говорит о свободе, за которую надо платить. Ночью «мстители» используют суеверия казаков («мёртвые с косами») для того, чтобы похитить угнанный скот и вернуть корову той самой женщине, с которой накануне разговаривал Бурнаш.
Наутро Данька идёт разузнать настроения на хуторе. В это время там выступает артист Буба Касторский из Одессы, исполняя чечётку под тустеп («Девочка Надя»); в разгар представления появляется отряд Сидора Лютого, того самого усатого брюнета, подельника Бурнаша. Увидевший его Данька безуспешно пытается скрыться, покуда прибывшие одобрительно смотрят танцевальный номер с романсом «белокурой Жози». Перехватив подростка, Сидор наигранно радушно принимает его, угощает квасом, но за оскорбление погибшего отца тот на глазах у всех выплёскивает ковшик в Лютого, за что Сидор долго бьёт его плёткой. Данька возвращается к своим; на хутор в сопровождении Яшки отправляется Ксанка, рассчитывая на прикрытие у местной жительницы, но попадает в засаду. Валерка корит Яшку; по счастью, Даньке удаётся узнать у местного священника, где сестра: Сидор Лютый, хоть и подозревая неузнанную им пришлую в недобрых намерениях, пока приставил её под хозяйский надзор в местный трактир, где вечером собирается вся банда. И вот уже перед разношёрстной компанией выступает с гитарой, песнями и плясками Яшка Цыган, сумевший подбить почти всех в ходе гулянки перепиться горилкой. Пьяные бандиты, бравируя друг перед другом, расстреливают по бутылкам и посуде имевшиеся при себе патроны, после чего «неуловимые» вместе с Касторским берут в плен их и нескольких случайно забредших «бурнашей», чтоб отдать на людской суд. Лишь проснувшийся наверху Сидор Лютый увиливает от перестрелки и пытается бежать верхом. Бросившийся за ним Данька на скаку стреляет по своему обидчику из нагана и, как ему кажется, убивает.
В следующей сцене изображён привал кавалеристов Первой Конной армии, среди которых мы видим умывающегося Будённого, перевязанных раненых и красноармейца с гармошкой, поющего про Сатану, который пришёл к солдатке. Всадник в бурке докладывает «товарищу командарму» об освобождении Збруевки отрядом неких «мстителей».
Тем временем, «неуловимые» перехватывают на дороге одинокую карету, при этом гибнет её пассажир — их ровесник, отстреливавшийся от погони. Из обнаруженного при нём письма выясняется, что это некий Гриня, сын видного казака, посланный старым отцом на службу к Бурнашу. Оценив ситуацию, Данька решает под личиной Грини втереться в доверие к атаману. Затея удаётся, однако спустя некоторое время является Сидор Лютый, как оказалось, только прикинувшийся мёртвым. Он узнаёт Даньку и тут же сообщает Бурнашу о «засланном казачке», но сходу даже ему переубедить впечатлённого Данькой атамана не удаётся. Тогда Сидор тайно посылает за отцом Грини; обман раскрывается, Даньку на ночь до расправы заключают под стражу. Валерка и Яшка вызволяют его; при этом Даньке при помощи Яшки Цыгана удаётся отомстить Лютому, так же избив его плетью. Четвёрка спасается от бандитов, хитростью угоняя захваченный ещё одной бандой грабителей «красный» поезд с продовольствием. До того, как проскочить к своим через подожжённый «бурнашами» мост, Данька, Яшка и Валерка успевают уничтожить ещё немало преследующих состав бандитов, включая самого Сидора Лютого.
В конце фильма со «мстителями» лично знакомится сам С. М. Будённый и принимает их в ряды Красной Армии.

## В ролях
Неуловимые мстители:
- Вася Васильев — Яшка-цыган (в конце фильма Будённый даёт ему фамилию Цыганков)
- Витя Косых — Даниил (Данька) Щусь
- Валя Курдюкова — Ксения (Ксанка) Щусь
- Миша Метёлкин — Валерий Михайлович (Валерка) Мещеряков

Красные:
- Борис Сичкин — артист Бу́ба Касторский
- Лев Свердлин — Семён Михайлович Будённый
- Надежда Федосова — тётка Дарья
- Владимир Протасенко — ординарец Будённого

Бандиты ("зелёные"):
- Ефим Копелян — атаман Гнат Бурна́ш
- Владимир Трещалов — атаман Сидор Лютый (роль озвучивал Евгений Весник)
- Владимир Белокуров — «отец Философ», он же поп-расстрига в банде Лютого
- Геннадий Юхтин — Игна́т, подручный Лютого
- Савелий Крамаров — «бурнаш» Илюха Верехов
- Иван Бычков — «бурнаш»
- Николай Горлов — Семён Кандыба, отец «казачка́»
- Леонид Пархоменко — Корне́й, трактирщик

Другие:
- Инна Чурикова — «Белокурая Жози́»
- Глеб Стриженов — отец Мо́кий, збруевский священник
- Александра Денисова — старая каза́чка, собеседница Дарьи

На роль Яшки-цыгана пробовался Александр Градский.

## Создатели
- Сценарий — Сергей Ермолинский, Эдмонд Кеосаян
- Режиссёр — Эдмонд Кеосаян
- Главный оператор — Фёдор Добронравов
- Художники-постановщики — Виталий Гладников, Василий Голиков
- Композитор — Борис Мокроусов
- Текст песен — Роберта Рождественского, Эдмонда Кеосаяна (в титрах не указан)

## Музыка
Авторы песен: Б. Мокроусов — Р. Рождественский. Музыка к этому кинофильму стала последней работой композитора Бориса Мокроусова.
- Песня неуловимых мстителей («Бьют свинцовые ливни…») — в исполнении Владимира Трошина.
- Куплеты Бубы (Б. Мокроусов — Эмиль Радов[3]) — в исполнении Бориса Сичкина
- Романс «Белокурой Жози» (Б. Мокроусов — Э. Кеосаян) — в исполнении Инны Чуриковой
- Песня Яшки-цыгана («Выглянул месяц…») — в исполнении Василия Васильева
- Песня о сатане — в исполнении Льва Барашкова
- Инструментальная обработка мелодий трёх песен (звучит во время гулянки атамана Сидора Лютого и его банды в кабаке): русская народная песня «Сизый голубочек» («Девочка Надя»); песня «У самовара я и моя Маша»; еврейская народная мелодия «Семь-сорок».

## Награды
- Премия Ленинского комсомола (1968) — Эдмонд Кеосаян[4].